# پیتر بلوم
پیتر بلوم (به انگلیسی: Peter Blume) (زادهٔ ۲۷ اکتبر ۱۹۰۶ - درگذشتهٔ ۳۰ نوامبر ۱۹۹۲) نقاش و مجسمه‌ساز آمریکایی بلاروستبار بود.

## زندگی‌نامه
پیتر بلوم در ۲۷ اکتبر ۱۹۰۶ در اسمارهون بلاروس و در خانواده‌ای یهودی زاده شد. او و خانواده‌اش در ۱۹۱۱ به آمریکا مهاجرت کرده و در بروکلین نیویورک ساکن شدند.
پیتر بلوم کارهای گوناگونی را امتحان کرد و سرانجام روی به هنر نقاشی آورد و در ۱۹۲۶ استودیوی شخصی خود را دایر نمود. نقاشی‌های بلوم تصاویری عجیب و وهم‌آلود بود که در قالب سبک سورئال کشیده شده بودند. او مدتی را نیز بین سال‌های ۱۹۵۶ تا ۱۹۷۳ در ایتالیا گذراند و در آکادمی آمریکایی رم به عنوان هنرمند دوره‌ای مشغول به کار بود.
مشهورترین کار بلوم «شهر ابدی» (۱۹۳۴–۷) نام دارد که در اعتراض به حکومت فاشیستی موسولینی در ایتالیا کشیده شد و مورد توجه بسیاری نیز قرار گرفت. پیتر بلوم در ۳۰ نوامبر ۱۹۹۲ درگذشت.